# Chehaia
Chehaia (Otoman: كدخدا, Kethüda), adesea corupt sub formele k[y]ahya sau kehya în limbajul cotidian, este un titlu Otoman care înseamnă „locotenent”, „adjunct”. El provine din persană, unde cuvântul katak-khvatai („capul gospodăriei”, de unde sensul de „căpetenie”, „conducător").[1]
Termenul își are originea în evul mediu, în Persia, unde, sub Ilhanizi, termenul kadkhuda (persană: کدخدا) face referire la un bătrân al satului care acționa ca reprezentant al comunității în raport cu guvernul. Mai târziu, sub Safavizi, atribuțiile includeau colectarea taxelor din satul sau orașul respectiv.[1] Din limba persană s-a răspândit la Turcii Selgiucizi din Sultanatul de Rum, și este atestat pentru prima dată în practica otomană în secolul al XV-lea, cu sensul de „funcționar adjunct autorizat”.[1] In consecință, termenul a fost folosit ulterior pentru o mare varietate de instituții și de oficii oficiale, atât în administrația centrală, cât și în cea provincială, unde o chehaia servea ca adjunct la aga sau la re'is-ulcare avea în conducerea sa un departament sau o unitate; alternativ, un kethüda ar mai fi putut servi drept adjunct și unui guvernator de provincie (beylerbey sau sanjakbey).[2] Cel mai important rol este acela de intendent al Marelui Vizir, sadaret kethüdası; kethüda yeri avea în vedere supraveghere timarioților din provincii; un altul, de asemenea, ca un titlu în Ienicer corpului; același rol putea fi regăsit și printre corpurile de ieniceri. Un kapı kethüdası era reprezentantul pe lângă Poarta Otomană a guvernatorilor de provincii, al marilor viziri sau al domnilor vasali, precum este cazul domnilro Principatele Române.[3]
Concepția persană a chehaialelor de căpetenii ale satelor sau ale orașelor a supraviețuit și sub Imperiul Otoman, unde a fost abolită abia in anul 1790.[3] 